# Bystrička
Bystrička este o comună slovacă, aflată în districtul Martin din regiunea Žilina. Localitatea se află la altitudinea de 449 m deasupra n.m., se întinde pe o suprafață de 19,122 km2 și în 2017 număra 1.492 de locuitori. Se învecinează cu comuna Martin.

## Istoric
Localitatea Bystrička este atestată documentar din 1258.

## Demografie
| An:                | 1994 | 2004    | 2014   | 2024   |
| ------------------ | ---- | ------- | ------ | ------ |
| Număr de persoane: | 1188 | 1379    | 1445   | 1490   |
| Diferență:         |      | +16,07% | +4,78% | +3,11% |

| An:                | 2023 | 2024   |
| ------------------ | ---- | ------ |
| Număr de persoane: | 1486 | 1490   |
| Diferență:         |      | +0,26% |